# Murasame (tàu khu trục Nhật) (1937)
Murasame (tiếng Nhật: 村雨) là một tàu khu trục hạng nhất của Hải quân Đế quốc Nhật Bản, thuộc lớp tàu khu trục Shiratsuyu bao gồm mười chiếc. Murasame đã từng tham gia nhiều hoạt động tại Mặt trận Thái Bình Dương trong Chiến tranh Thế giới thứ hai, trước khi bị tàu khu trục Mỹ đánh chìm trong vịnh Kula ngoài khơi Vila vào ngày 5 tháng 3 năm 1943. Không nên nhầm lẫn nó với chiếc tàu khu trục phóng lôi mang cùng tên thuộc lớp Harusame trong giai đoạn Chiến tranh Nga-Nhật.

## Thiết kế và chế tạo
Lớp tàu khu trục Shiratsuyu là phiên bản cải tiến dựa trên lớp tàu khu trục Hatsuharu, được thiết kế để tháp tùng lực lượng tấn công chủ lực của Hải quân Nhật Bản, và để tiến hành những cuộc tấn công cả ngày và đêm bằng ngư lôi nhằm vào Hải quân Hoa Kỳ khi chúng vượt băng qua Thái Bình Dương, theo kế hoạch của học thuyết chiến lược hải quân Nhật Bản. Mặc dù là một trong những lớp tàu khu trục mạnh mẽ nhất thế giới khi hoàn tất, không có chiếc nào sống sót qua cuộc Chiến tranh Thái Bình Dương.
Murasame, là chiếc thứ ba trong số sáu tàu khu trục được chế tạo trong Chương trình Bổ sung Vũ khí Hải quân Nhật Bản (1931) (Maru Ichi Keikaku); nó được đặt lườn tại xưởng đóng tàu của hãng Fujinagata Shipyards tại Osaka vào ngày 1 tháng 2 năm 1934, được hạ thủy vào ngày 20 tháng 6 năm 1935, và được đưa ra hoạt động vào ngày 7 tháng 1 năm 1937.

## Lịch sử hoạt động
Vào lúc xảy ra cuộc Tấn công Trân Châu Cảng, Murasame được phân về Đội 2 của Hải đội Khu trục 4 trực thuộc Hạm đội 2 Hải quân Đế quốc Nhật Bản cùng với các tàu chị em Yudachi, Harusame và Samidare; và đã khởi hành từ Quân khu Bảo vệ Mako tham gia cuộc chiếm đóng Philippines ("Chiến dịch M"), hỗ trợ cho các cuộc đổ bộ lên Vigan và vịnh Lingayen. Vào ngày 26 tháng 12, nó va chạm với tàu quét mìn W-20 ngoài khơi Cao Hùng, Đài Loan, và bị hư hại nhẹ.
Từ tháng 1 năm 1942, Murasame tham gia các hoạt động tại Đông Ấn thuộc Hà Lan, bao gồm việc chiếm đóng đảo Tarakan, Balikpapan và phía Đông Java. Trong Trận chiến biển Java, Murasame đối đầu cùng một nhóm tàu tuần dương và tàu khu trục Đồng Minh. Trong tháng 3 và tháng 4, Murasame đặt căn cứ tại vịnh Subic, nơi nó hỗ trợ cho cuộc chiếm đóng Cebu và phong tỏa vịnh Manila tại Philippines. Đến tháng 5, nó quay trở về Xưởng hải quân Yokosuka để sửa chữa.
Trong Trận Midway vào các ngày 4–6 tháng 6, Murasame nằm trong thành phần lực lượng đổ bộ lên Midway dưới quyền chỉ huy của Đô đốc Nobutake Kondō. Đến cuối tháng 7, nó được điều sang Mergui ngang qua Singapore để gia nhập lực lượng dự định tấn công Ấn Độ Dương, nhưng chiến dịch này bị hủy bỏ do cuộc đổ bộ tại Guadalcanal, và nó quay trở về Truk vào ngày 21 tháng 8. Trong Trận chiến Đông Solomons vào ngày 24 tháng 8, nó nằm trong thành phần hộ tống cho thiết giáp hạm Mutsu, và trong hầu hết tháng 9 nó hộ tống cho chiếc tàu chở thủy phi cơ Kunikawa Maru khảo sát quần đảo Solomon và [quần đảo [Santa Cruz]] tìm các vị trí đặt căn cứ thích hợp.
Vào đầu tháng 10, Murasame tham gia hai chuyến vận chuyển tốc độ cao "Tốc hành Tokyo" đến Guadalcanal và Lae, và đã bị hư hại nhẹ vào ngày 5 tháng 10 trong một cuộc không kích gần Shortlands, buộc phải quay trở về Truk để sửa chữa. Từ cuối tháng 10 đến cuối tháng 11, Murasame thực hiện thêm chín chuyến "Tốc hành Tokyo". Vào ngày 25 tháng 10 năm 1942 nó trợ giúp vào việc cứu vớt thủy thủ đoàn của tàu tuần dương Yura, vốn bị hư hại nặng do không kích, và vào ngày hôm sau tham gia Trận chiến quần đảo Santa Cruz dưới quyền chỉ huy của Đô đốc Takeo Kurita. Trong trận Hải chiến Guadalcanal thứ nhất vào đêm 12–13 tháng 11 năm 1942, Murasame đã trợ giúp vào việc đánh chìm tàu khu trục USS Monssen cùng làm hư hại tàu tuần dương hạng nhẹ USS Helena, và có thể đã phóng ngư lôi trúng chiếc USS Juneau. Tuy nhiên, trong quá trình trận đánh, một phát đạn pháo đã bắn trúng nồi hơi phía trước, nên nó lại phải quay trở về Truk để sửa chữa. Nó tiếp tục tuần tra chung quanh Truk cho đến cuối năm, và quay về Yokosuka để sửa chữa vào giữa tháng 1 năm 1943.
Vào tháng 2 năm 1943, Murasame quay trở về Truk hộ tống chiếc tàu sân bay Chūyō, rồi đi đến Rabaul tiếp nối các hoạt động vận chuyển đếnKolombangara. Trong đêm 4 tháng 3, Murasame cùng với tàu khu trục Minegumo được tin là đã phối hợp đánh chìm tàu ngầm Mỹ USS Grampus. Tuy nhiên, cùng trong đêm đó, chúng bị các tàu chiến Mỹ trang bị radar phát hiện trong vịnh Kula ngoài khơi Vila sau khi chuyển giao hàng tiếp liệu cho lực lượng Nhật Bản trú đóng tại đây. Trong một trận chiến ngắn cả hai tàu chiến Nhật đều bị đánh chìm. Murasame bị gẩy làm đôi sau một vụ nổ "cực mạnh" khi trúng phải đạn pháo và ngư lôi từ tàu khu trục Mỹ USS Waller ở tọa độ 08°03′N 157°13′Đ / 8,05°N 157,217°Đ. Trong thành phần thủy thủ đoàn, 128 người đã tử trận, nhưng trong số 53 người sống sót có cả Thuyền trưởng, Thiếu tá Hải quân Tanegashima, và Tư lệnh hải đội, Đại tá Hải quân Masao Tachibana.
Murasame được rút khỏi danh sách Đăng bạ Hải quân vào ngày 1 tháng 4 năm 1943. Một đài tưởng niệm thủy thủ đoàn của chiếc Murasame được xây dựng tại Kannonzaki, thuộc Yokosuka, Nhật Bản.